# Paul Kutscha
Paul Kutscha, auch Kutscha-Arend (* 29. Juni 1872 in Pruchna, damals Österreichisch-Schlesien, heute Gemeinde Strumień, Polen; † 1935 in München) war ein österreichischer Natur- und Marinemaler.

## Leben und Werk
Kutscha, der Sohn eines Zivilingenieurs und Bauunternehmers, wuchs in Wien auf und studierte nach dem Besuch der Baugewerbeschule ab Frühjahr 1891 an der Akademie der Bildenden Künste München in der Naturklasse bei Gabriel von Hackl und ab Januar 1893 bei Johann Caspar Herterich, allerdings wurde er in diesem Matrikelbuch später mit Verweis auf den bestehenden Matrikeleintrag 821 gestrichen. Auch Alexander von Liezen-Mayer war einer seiner Lehrer. 1894 war er mit seinem Gemälde Tiberinsel auf der Internationalen Kunstausstellung der Münchener Secession vertreten. Er vervollständigte seine Studien in Paris; anschließend ging er vier Jahre auf Weltreise, besuchte alle Kontinente bis nach Australien, wo er eine Zeit in Sydney tätig war. Im Lauf der Reise widmete er sich vor allem Marine- und Hafendarstellungen. Um 1900 lebte er in Berlin, 1901 in Sankt Alban (Dießen am Ammersee), später wirkte er auch in etwa 1905 bis 1910 Hamburg und Wien (1907). 1912 wieder in Berlin und 1913 in Dachau. In dieser Zeit lernte er die Malerin Clara Porges kennen, die eine Zeit lang seine Schülerin war.
Seine Gemälde zeigen Natur-, Altstadt- und Marinemotive in einem Stil zwischen Impressionismus und Naturalismus. Ludwig Hevesi charakterisierte ihn 1907 anlässlich einer Ausstellung seiner Bilder im Wiener Kunstsalon Hirschler so:

„Als Ganzes ist er gemäßigter Impressionist, ohne optische Abenteuerlichkeiten.“

 Kutscha arbeitete auch als Illustrator oder stellte seine Skizzen Illustratoren zur Verfügung. Das Städel hatte von ihm ein Arabisches Kaffeehaus. Die Sammlung Ernst Rump in Hamburg hatte 10 Kohlezeichnungen und eine Gouache.

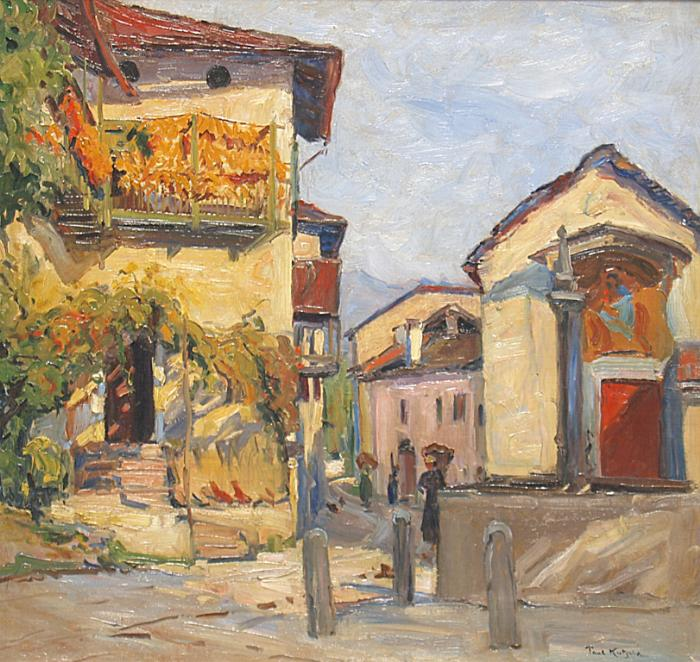
Ohne Titel
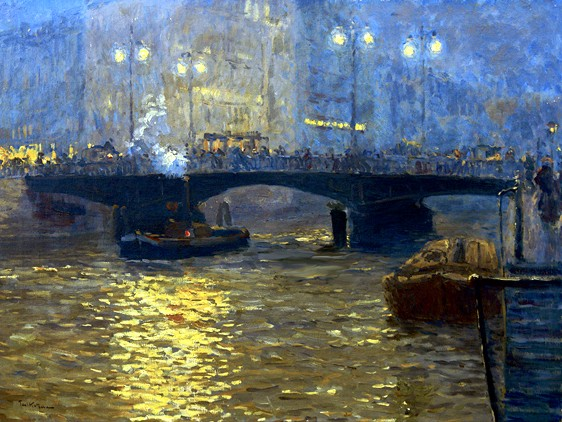
Abend an der Weidendammer Brücke
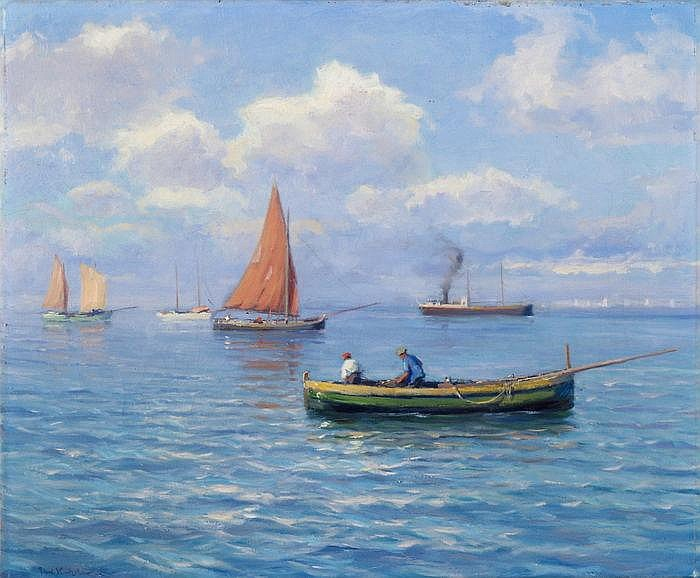
Fischerboot
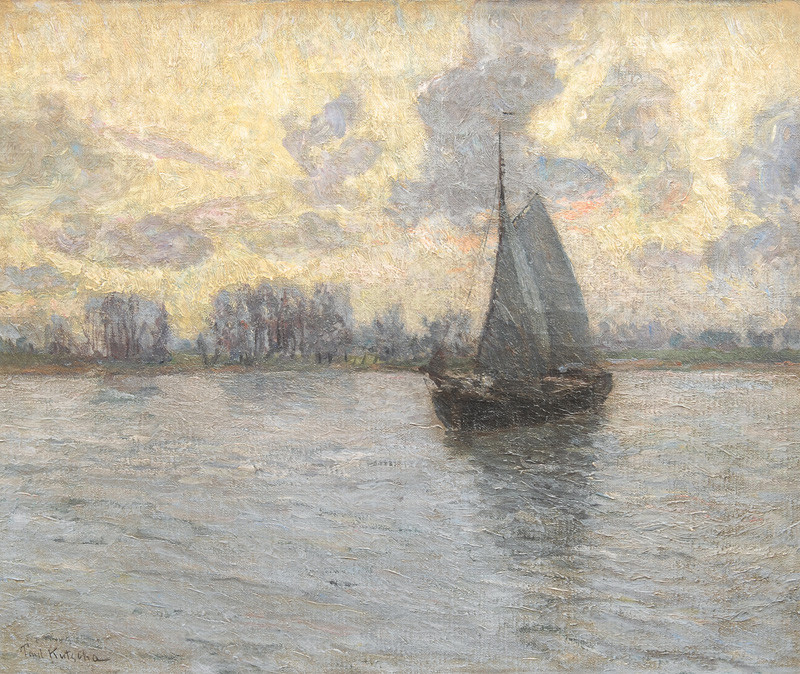
Lotsenboot auf der Unterelbe
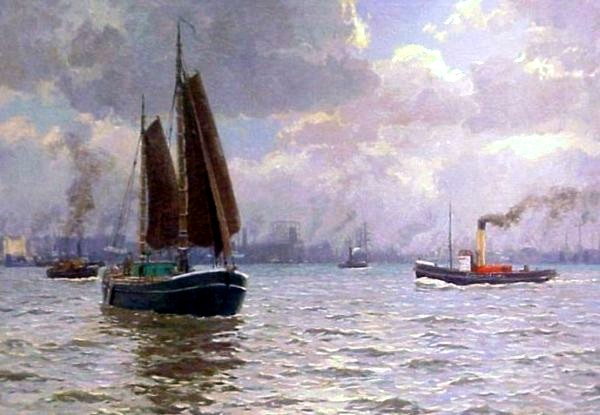
Hafen von Hamburg